# 黑頰蓑鮋
黑頰蓑鮋，為輻鰭魚綱鮋形目鮋亞目鮋科的其中一種，為熱帶海水魚，分布於印度西太平洋南非、斯里蘭卡、印度、印尼、新幾內亞海域，棲息深度10-70公尺，本魚紅褐色的有交互的被白色分開的寬而細的深色橫帶，在頰上的深色的斑點，胸鰭的上半部有大的黑色斑點，背鰭硬棘13枚，背鰭軟條10枚，臀鰭硬棘3枚，臀鰭軟條6-7枚，體長可達20公分，棲息在軟底質有遮蔽的底層水域，生活習性不明。

## 扩展阅读
維基物種上的相關：黑頰簑鮋